# Förenade presbyterianska kyrkan i USA
Förenade presbyterianska kyrkan i USA, United Presbyterian Church in the United States of America (UP) var ett presbyterianskt trossamfund bildat i Pittsburgh, USA den 28 maj 1958 genom samgående mellan Presbyterian Church in the United States of America  och United Presbyterian Church of North America.
1981 lämnade en rad församlingar med evangelikal framtoning UP och bildade Evangelical Presbyterian Church. 
1983 gick UP ihop med Presbyterianska kyrkan i USA och bildade nya Presbyterian Church (USA).